# Pterostichus rothi
Pterostichus rothi är en skalbaggsart som beskrevs av Hatch. Pterostichus rothi ingår i släktet Pterostichus och familjen jordlöpare. Inga underarter finns listade i Catalogue of Life.